# Charles Fletcher Johnson

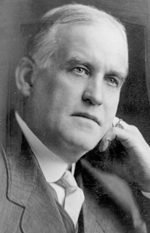
Charles Fletcher Johnson

Charles Fletcher Johnson (* 14. Februar 1859 in Winslow, Kennebec County, Maine; † 15. Februar 1930 in Saint Petersburg, Florida) war ein US-amerikanischer Jurist und Politiker (Demokratische Partei), der den Bundesstaat Maine im US-Senat vertrat.
Charles Johnson besuchte die öffentlichen Schulen seiner Heimat und das Waterville Classical Institute, ehe er 1879 seinen Abschluss am Bowdoin College in Brunswick machte. Danach war er zunächst von 1881 bis 1886 als Leiter der High School in Machias tätig. Nachdem er die Rechtswissenschaften studiert hatte, wurde er 1886 in die Anwaltskammer aufgenommen und begann in Waterville als Jurist zu praktizieren.
1892 stellten ihn die Demokraten erstmals als Kandidaten für die Wahl zum Gouverneur von Maine auf; er unterlag jedoch dem Republikaner Henry B. Cleaves. Zwei Jahre später trat Johnson erneut gegen Cleaves an, verlor diesmal aber noch deutlicher. Zwischenzeitlich wurde er 1893 zum Bürgermeister von Waterville gewählt. In den Jahren 1905 und 1907 gehörte er dem Repräsentantenhaus von Maine an.
Schließlich gewann Johnson 1910 die Wahl zum US-Senator für Maine, woraufhin er am 4. März 1911 die Nachfolge des nicht mehr kandidierenden Republikaners Eugene Hale in Washington, D.C. antrat. Im Senat fungierte er unter anderem als Vorsitzender des Fischerei- und des Pensionsausschusses. 1916 bewarb Johnson sich um die Wiederwahl, doch er unterlag seinem republikanischen Gegner Frederick Hale, dem Sohn seines Vorgängers, und musste folglich am 3. März 1917 den Kongress verlassen.
Nur wenige Monate nach dem Ende seiner Senatslaufbahn wurde Johnson von US-Präsident Woodrow Wilson als Richter am Bundesberufungsgericht für den ersten Gerichtskreis nominiert. Nach seiner Bestätigung durch den Senat nahm er am 1. Oktober 1917 den Platz des ausgeschiedenen William LeBaron Putnam ein, den er bis zum 30. April 1929 innehatte. An diesem Tag wechselte er in den Senior Status, womit er offiziell Mitglied des Gerichts blieb, sich faktisch aber im Ruhestand befand. Er starb im Jahr darauf während eines Besuchs in Florida.